# تاثیرات دنیاگیری کووید ۱۹ بر محیط زیست

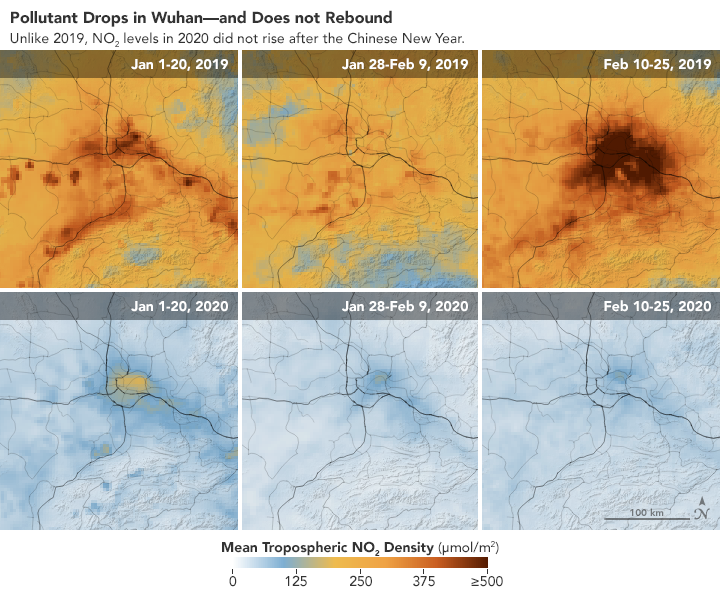
تصاویر حاصل از رصدخانه زمین ناسا، کاهش شدید آلودگی در ووهان را نشان می‌دهد، مقایسه سطح NO _{2} در اوایل سال ۲۰۱۹ (بالا) و اوایل سال ۲۰۲۰ (پایین).

اختلالات ناشی از پاندمی کووید ۱۹ در سراسر جهان منجر به ایجاد تأثیرات بیشماری بر محیط زیست و اقلیم شده‌است. کاهش قابل توجه فعالیتهای مدرن بشری (آنتروپاز) مانند سفرهای برنامه‌ریزی شده و… در سراسر جهان باعث کاهش شدید آلودگی هوا و آلودگی آب در بسیاری از مناطق شده‌است. در چین، اعلام شرایط قرنطینه و اقدامات دیگر منجر به کاهش ۲۵ درصدی انتشار کربن و ۵۰ درصد کاهش در انتشار اکسیدهای نیتروژن شده‌است که به تخمین یکی از دانشمندان سیستم‌های زمینی ممکن است حداقل زندگی ۷۷۰۰۰ نفر را طی دو ماه نجات دهد. از دیگر اثرات مثبت کرونا بر محیط زیست می‌توان به سرمایه‌گذاری کنترل شده توسط حاکمیت به سمت انتقال انرژی پایدار و دیگر اهداف مربوط به حفاظت از محیط زیست مانند پیشنهاد بودجه هفت ساله ۱ تریلیون یوریی اتحادیه اروپا و همچنین طرح ۷۵۰ میلیارد یورویی " نسل آینده اروپا "که به موجب این طرح ۲۵٪ هزینه‌های اتحادیه اروپا برای هزینه‌های مربوط به بهبود وضعیت اقلیم ذخیره می‌شود، اشاره کرد.
با این حال، این شیوع فعالیت‌های غیرقانونی از جمله جنگل زدایی جنگل‌های آمازون و شکار غیرمجاز در آفریقا را تحت تأثیر قرار داده، مانع تلاش‌های دیپلماسی زیست محیطی شده و عواقب اقتصادی ایجاد کرده‌است که برخی پیش‌بینی می‌کنند سرمایه‌گذاری در فناوری‌های انرژی سبز را کند خواهد کرد.